# Pediculosis

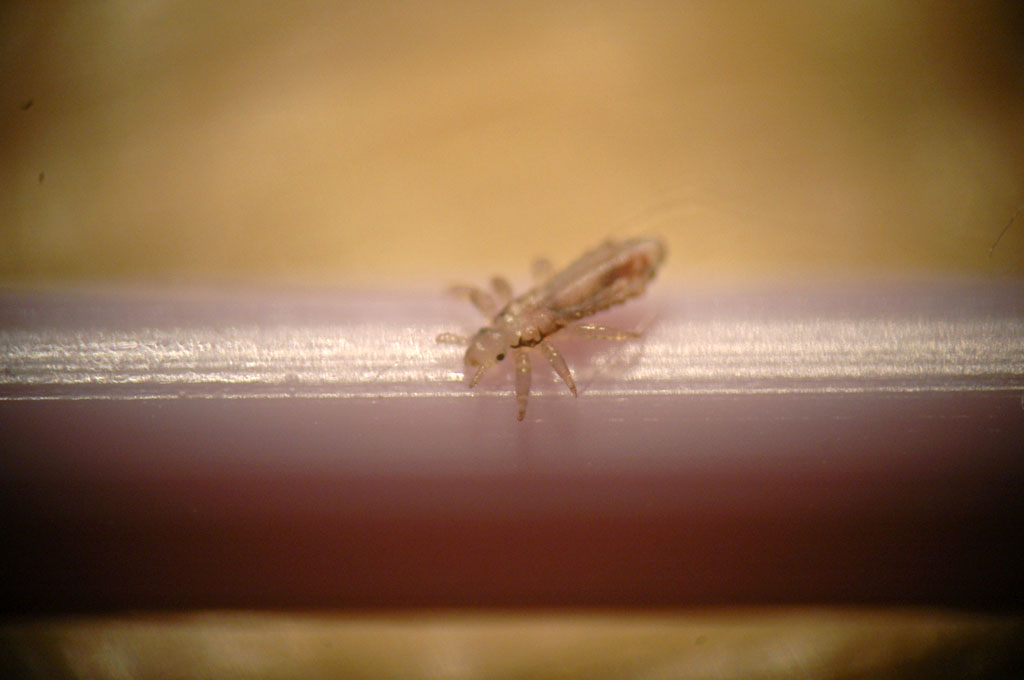
El piojo del cuero cabelludo humano, Pediculus humanus capitis.

La pediculosis es una ectoparasitosis (parasitosis externa) contagiosa producida por la infestación por piojos  (orden Phthiraptera). El cuadro puede aparecer en casi cualquier especie de animales de sangre caliente (mamíferos y aves), aunque en particular el término suele hacer referencia a la infestación por Pediculus humanus capitis, que se localiza fundamentalmente en el cuero cabelludo humano.
Otras pediculosis humanas son la corpórea (infestación por Pediculus humanos humanus = Pediculus humanus corporis) y la púbica (infestación por ladillas, Pthirus pubis).

## Ciclo de vida
Artículo principal: Phthiraptera (piojos), Pediculus humanus capitis (piojo del cuero cabelludo humano)
Los piojos son insectos hemimetábolos. Esto quiere decir que su desarrollo consta de 3 fases: huevo (en piojos llamado liendre), ninfa y adulto.
- Liendre: Las liendres son los huevos de los piojos. La hembra las deposita en el pelo cerca de la raíz, donde permanecen firmemente cementadas. Las liendres necesitan el calor y el ambiente de la cabeza a una distancia determinada de la raíz para sobrevivir. Son visibles a simple vista durante la inspección de la cabeza, y pueden confundirse con caspa u otros compuestos de los que se diferencian porque no se desprenden fácilmente del pelo. Tienen una forma ovalada y su color es de amarillento a blanco. Tardan entre seis y ocho[1] días en eclosionar, pero la cáscara externa o corion ("la liendre vacía") se mantiene adherida al pelo hasta que se la quita mecánicamente.

- Ninfa: el animal emerge de la liendre en forma de un pequeño piojo llamado ninfa. Tiene el aspecto muy parecido al de un piojo adulto, se alimenta, pero es más pequeña, y no están todavía maduros sus órganos reproductivos. Las ninfas tardan unos 7 o 10[1] días en mudar al estado adulto. La ninfa del piojo se alimenta de la misma forma que el adulto.

- Adulto: El piojo adulto mide  de 1 o 2[2] a 4[2] mm, y ya puede reproducirse. Como todos los insectos tiene 6 patas. Las hembras son las que oviponen y cementan las liendres al pelo y, por lo general, son más grandes que los machos. Los piojos se alimentan de sangre hasta cinco[1] veces por día, aguijoneando la piel del hospedador con sus piezas bucales pequeñas y punzantes. Mientras se alimentan excretan una saliva anticoagulante y vasodilatadora que irrita la piel y causa picazón.[2][3] El adulto puede vivir unos 30 días,[2] en ese lapso cada hembra adulta puede poner unos 50 o 100 huevos a razón de alrededor de 6 por día.[2][1] Los piojos emigran con el hacinamiento, por lo que una cabeza quizás tiene alrededor de una docena de piojos, pero cientos de liendres en incubación.[1] Si el piojo cae fuera de la persona o emigra y no puede treparse a otra, vivirá hasta 2[1][4] días o quizás 4[2] sin alimentarse, luego de lo cual morirá de hambre. Los piojos del cuero cabelludo humano no sobreviven tampoco en otros animales como perros o gatos.[5][6][7] Se mueven rápidamente desplazándose hasta 23 cm por minuto.[2] En el abdomen presentan seis orificios llamados espiráculos, que comunican el sistema de tráqueas respiratorias con el ambiente exterior.[2] Dichas aberturas pueden cerrarse voluntariamente lo que les permite flotar en el agua y sobrevivir hasta 36 horas, aún en agua clorada y también protegen al parásito de la acción de ciertas sustancias tóxicas.[2]

Las hembras cementan las liendres al pelo con más facilidad en cabello limpio y lavado.

## Formas de contagio
Los piojos no vuelan y no pueden saltar. La forma de contagio común es el contacto directo, o por compartir ropa u otros objetos contaminados. Los piojos viven unas pocas horas a dos días o cuatro fuera de un hospedador, dependiendo de las condiciones ambientales, luego de lo cual mueren de hambre. El contacto por objetos infestados puede ser:
1. Al ponerse ropa infestada (usada recientemente por personas con piojos) como sombreros, bufandas, abrigos, uniformes deportivos, cintas del cabello, etc.
2. Al utilizar peines, cepillos para el pelo o toallas infestados.
3. Al utilizar una cama, colchón, ropa, almohada, alfombra o un peluche que haya estado recientemente en contacto con una persona infestada.
4. Areneros, piletas de natación.[2]

Las liendres no se contagian, ya que si una liendre se despega del pelo ya no tiene forma de treparse a otra cabeza, y las liendres tienen que estar a una distancia determinada del cuero cabelludo para obtener el calor y la humedad de este para madurar, por lo que al quitarlas ya no sobrevivirán. Por lo tanto, para contagiarse mediante las formas arriba indicadas, es necesario que éstas (gorros, peines...) tengan piojos (ninfas o adultos), porque si sólo tienen liendres no será posible el contagio.

## Cuadro clínico y diagnóstico
Los síntomas característicos:
1. Prurito (picazón) en el cuero cabelludo. Las picaduras son muy pequeñas y en general no pueden ser vistas en una inspección del cuero cabelludo a ojo desnudo.
2. Eccemas (lesiones en el cuero cabelludo) ocasionadas por rascarse. Estas lesiones pueden infectarse aumentando la irritación.

No hay ninguna transmisión demostrada de enfermedades mediante los piojos del cuero cabelludo humano al menos en Europa. Puede haber complicaciones como sobreinfecciones bacterianas o pediculide (una reacción papular secundaria en cuello y espalda).
Piojos y liendres son visibles en una inspección a simple vista del cuero cabelludo. Los piojos se alojan preferentemente en las zonas detrás de las orejas y sobre la nuca. Las liendres son más comunes en esas zonas, visibles en una inspección ocular del cabello cerca de las raíces. Los piojos pueden aferrarse al pelo con sus patas con extremos en garras, rara vez se encuentran en otras partes del cuerpo o en la ropa. Para hacer el diagnóstico, deben encontrarse piojos vivos en fase de ninfa o adulto, no basta con encontrar liendres, de las que puede haber quedado sólo el corion vacío o el embrión en su interior podría estar muerto. La forma más efectiva de revisar una cabeza es pasar un peine fino por todo el pelo desde el nacimiento hasta las puntas, y los dientes del peine fino deben ser revisados en búsqueda de piojos vivos luego de cada pasada.
La infestación por piojos generalmente es benigna y sin más manifestaciones que el picor y las lesiones del cuero cabelludo por el rascado. Sin embargo, en algunos raros casos puede ocasionar cierta afectación general con anemia por déficit de hierro y eosinofilia.

## Epidemiología y prevención

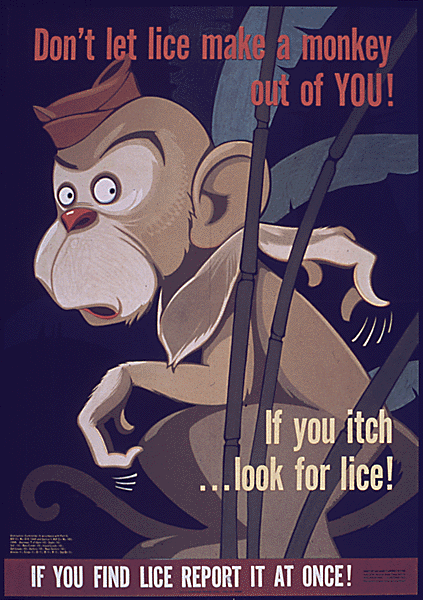
"¡No dejes que los piojos te conviertan en un MONO! ¡Si te pica ...busca piojos! ¡Si los encuentras infórmalo de inmediato!" Póster utilizado en Norteamérica durante la Segunda Guerra Mundial para la prevención de epidemias de pediculosis en los hombres en servicio.

Debido a su rápido desarrollo los tamaños poblacionales aumentan a gran velocidad si no se toman las medidas adecuadas, lo que provoca epidemias y hace que sean considerados un insecto plaga. Es más común en niños de edad escolar, condición presumiblemente asociada a la aglomeración en las escuelas.
Ante la sospecha de infestación de piojos de alguien cercano, evitar el contacto directo con el pelo expuesto (utilizar gorro o cofia), lavar la ropa de cama, toallas y ropa personal en agua a 60° o planchar.
Evitar compartir prendas de ropa (como sombreros, gorros o gorras) con compañeros de trabajo o clase.
Se ha recomendado utilizar bálsamos o lociones de Quassia amara[cita requerida] u otros que dificulten la fijación de la liendre al pelo por la hembra en oviposición.[cita requerida]
En el caso de llevar cabello largo es preventivo mantenerlo recogido.

## Tratamiento
Los productos que se suelen emplear para combatir los piojos no son efectivos en la fase de liendre, por lo que hay que realizar aplicaciones sucesivas para asegurar que todas las liendres presentes hayan pasado a la fase de ninfa, más sensible a los tratamientos. Se pueden combinar varios de los tratamientos mencionados más adelante.

### Tratamientos clásicos

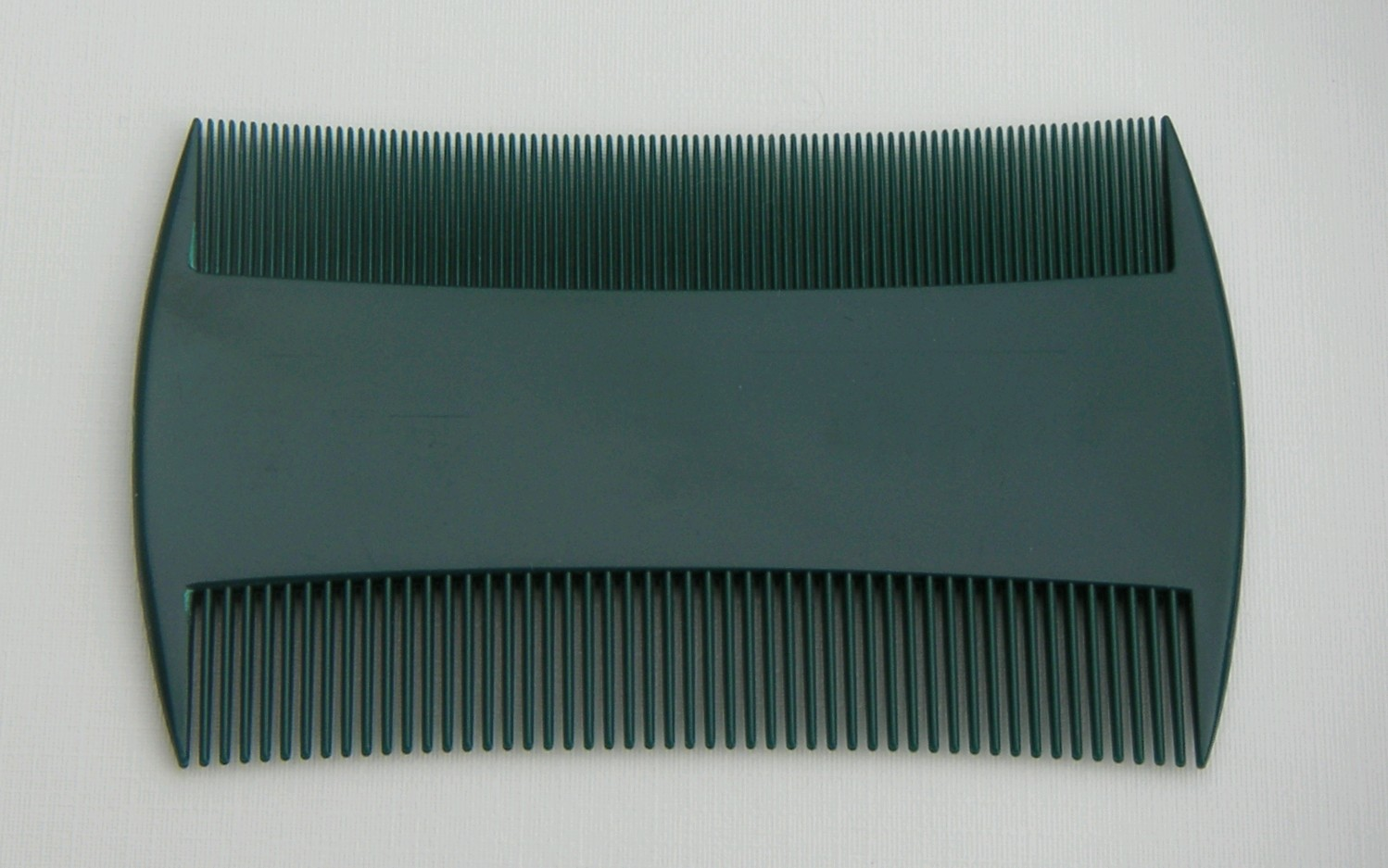
Peine fino (lendrera) para el tratamiento mecánico de la pediculosis.

Los peines finos, peines con un espacio muy pequeño entre dientes diseñados para que las liendres queden atrapadas en ellos (también llamados lendreras) que se venden en farmacias, utilizados metódicamente pueden ser eficaces durante el tratamiento, especialmente en el momento en que la cabeza está mojada y con aplicación de crema de enjuague (acondicionador de cabello), momento en que piojos y peines se deslizan con facilidad y el tratamiento daña menos el pelo. El lado fino de un peine común durante la aplicación de crema de enjuague puede funcionar para deslizar piojos (ninfas y adultos).
Hay peines finos eléctricos para asegurar la muerte de piojos y liendres.[cita requerida]
El uso de querosén y otros solventes no está recomendado debido a su toxicidad. El alcohol que se compra en la farmacia (etanol) es tóxico para los piojos y demás artrópodos y no es tóxico en humanos en una aplicación tópica. Una mezcla de alcohol con crema de enjuague (acondicionador de cabello) provoca que los piojos resbalen con más facilidad. Una combinación de algún insecticida, crema de enjuague y peine fino puede ser muy efectiva.
Un tratamiento común es con vinagre templado (no más de 50 °C) sobre el pelo seco y un sistema oclusivo (una bolsa o gorro de plástico) y una toalla para guardar el calor envolviendo la cabeza durante unos 30 minutos, combinado con el uso de lendreras.[cita requerida]
El aire caliente del secador de cabello parece efectivo contra los piojos.
Un antiguo tratamiento es el rapado de la cabeza.

### Tratamientos con medicamentos
Los insecticidas usados para el tratamiento de los piojos incluyen organoclorados como el lindano, organofosfatos como el malatión, carbamatos como el carbaril, piretrinas como el piretro, y piretroides como la permetrina. 
En España el tratamiento de elección es la permetrina al 1%. Se aplica sobre el cabello y el cuero cabelludo, se deja actuar durante 10 minutos y posteriormente se aclara. Tiene acción tanto pediculicida como ovicida. Además posee actividad residual, es decir, los restos de producto que permanecen en el pelo tras el aclarado siguen presentando acción contra nuevos piojos. Por ello se desaconseja el uso de secador tras su aclarado, ya que la temperatura elevada neutraliza su acción. Con una única aplicación suele ser suficiente, pero puede repetirse el proceso a los 10 días. 

### Nuevos tratamientos
Una de las formas más efectivas, rápidas y eficaces de acabar con este parásito es mediante la deshidratación, aunque este tipo de tratamientos (que se realizan con un dispositivo especial) solo pueden ser efectuados por operadores debidamente certificados y en centros especializados. Aprobado por la FDA y con el sello del Consejo de Europa.[cita requerida]
La FDA sólo tiene aprobados para el tratamiento de la pediculosis el lindano y malatión.
En algunos países está prohibido el uso del lindano por considerarlo tóxico y se ha prohibido su fabricación y comercialización (Chile).
Estudios clínicos y de laboratorio aseguran que muchos de los pediculicidas del mercado no son completamente efectivos áun cuando se usen de acuerdo a sus instrucciones.
La ivermectina se toma por vía oral y ha probado que reduce la infestación de piojos. La Ivermectina no está aprobada por la FDA para el tratamiento de la pediculosis, aunque sí está aprobada para el tratamiento de la oncocercosis y la estrongiloidiasis.
Los pediculicidas pueden perder su eficacia rápidamente por el desarrollo de resistencias. Se ha reportado resistencia de los piojos a productos como el lindano, malatión, fenotrina y permetrina.  El uso sistemático de insecticidas es contraproducente si no existe infestación ni riesgo real de contagio, pues colabora a crear nuevas resistencias.
El uso de productos de Quassia u otros naturales para prevenir la pediculosis ha demostrado su eficacia en gran parte de la población por acción sobre el cuero cabelludo que cambia el ambiente adecuado para la fijación y desarrollo del piojo.
Productos nuevos han mezclado la eficacia de un parasiticidas químicos (permetrina, deltametrina) con sustancias que dificultan la fijación del parásito como son derivados de silicona o simeticona.

## Citas
1. ↑  JF Marriott (2010[16] p.77:"ALCOHOL. After water, this is probably the next most important solvent used pharmaceutically. Although ethanol (ethyl alcohol) is rarely used as a lone solvent for preparations for internal use, it is used in the manufacture of some of the galenicals used in pharmacy (e.g. tinctures, see Chapter 2). In extemporaneous dispensing it is normally used for the production of lotions for external application to unbroken skin. It is particularly useful if rapid evaporation is required (e.g. for insecticidal lotions applied to hair for the treatment of lice)..."
2. ↑  Sociedad Argentina de Pediatría:[2] "La cuasia amarga (palo amargo) se extrae de un arbusto que crece en el norte de la Argentina. El principio activo que se extrae de la madera es la cuasina y químicamente es un hidrocarburo soluble en alcohol. Popularmente se lo usa como repelente de piojos y como pediculicida. Es efectiva únicamente en solución alcohólica y no en solución acuosa. Así es tan efectiva como una solución pura de alcohol por lo cual se duda de su efecto pediculicida “per sé” y es irritativa."
3. ↑  El etanol es utilizado como una "solución asesina de artrópodos", p.ej. Szinwelski et al. (2012[17]), sobre usar etanol en los "pitfalls" (tarritos puestos al ras del piso para que los artrópodos que pasan caminando caigan en ellos y se mueran en ellos): "...It has been shown that at concentrations higher than 95%, commercial alcohol preserves DNA (Nagy 2010), but the use of highly concentrated commercial alcohol as a killing solution may be prohibitively expensive when needed in large quantities, such as in large-scale biodiversity sampling. In Brazil, for example, it is illegal to carry large amounts of commercial alcohol on long journeys, which could hinder its use in extensive field expeditions. Here we propose the use of ethanol fuel as a cheaper and logistically feasible alternative..."